# 발터 고텔
발터 고텔(독일어: Walter Gotell, 1924년 3월 15일~1997년 5월 5일)은 독일의 배우이다.

## 작품 목록

### 영화
- 프린스 밸리언트 (1997년)
- 조종자 3 (1991년)
- 명성의 날개 (1990년)
- 슬리퍼웨이 캠프 2 (1988년)
- 007 리빙 데이라이트 (1987년) - 아나톨 고골 장군 역
- KGB 비밀 전쟁 (1986년)
- 007 뷰 투 어 킬 (1985년) - 아나톨 고골 장군 역
- 더 스칼렛 앤 더 블랙 (1983년)
- 007 옥터퍼시 (1983년) - 아나톨 고골 장군 역
- 007 유어 아이스 온리 (1981년) - 아나톨 고골 장군 역
- 쿠바 (1979년)
- 007 문레이커 (1979년)
- 어싸인먼트 (1977년)
- 블랙 썬데이 (1977년)
- 007 나를 사랑한 스파이 (1977년) - 애너톨 고골 장군 역
- 라스트 부르맨 (1977년)
- 끝없는 밤 (1972년)
- 로드 짐 (1965년)
- 추운 곳에서 온 스파이 (1965년)
- 저주받은 아이들 (1963년)
- 란셀롯의 칼 (1963년) - 서 세드릭 역
- 007 위기일발 (1963년) - 모제니 역
- Z 카스 (1962년)
- 홍콩으로 가는 길 (1962년)
- 나바론 요새 (1961년)
- 비밀첩보원 (1960년)
- 지킬 박사의 두 얼굴 (1960년)
- 비스마르크호를 격침하라 (1960년)
- 서커스 오브 호러 (1960년)
- 두 개의 얼굴 (1958년)
- 엘버트 R.N. (1953년)
- 아프리카의 여왕 (1951년)
- 목마 (1950년)

### 텔레비전
- 전격 Z작전 (1982년)
- 유물 (1978, The Word)
- 원 라이프 투 리브 (1968년)
- 디즈니랜드 (텔레비전 프로그램)(영어판) (1954년) - 벤턴 역